# Le lycéen
Le lycéen, em inglês, Winter Boy (bra: Inverno em Paris) é um filme de 2022 de drama francês dirigido por Christophe Honoré. Estreou no programa Contemporary World Cinema no Festival Internacional de Cinema de Toronto de 2022, e foi exibido em competição no 70.º Festival Internacional de Cinema de San Sebastián. É estrelado por Paul Kircher como Lucas, um adolescente gay que lida com a morte repentina e inesperada de seu pai em um acidente. que pode ou não ter sido suicídio.
Na França, foi lançado pela Memento Distribution nos cinemas em 30 de novembro de 2022. No Brasil, foi lançado pela Pandora Filmes nos cinemas em 10 de outubro de 2024.

## Elenco
- Paul Kircher : Lucas Ronis
- Juliette Binoche : Isabelle Ronis
- Vincent Lacoste: Quentin Ronis
- Erwan Kepoa Falé : Lilio Roso
- Adrien Casse : Oscar
- Pascal Cervo : Père Benoît
- Anne Kessler : Sonia
- Christophe Honoré : Claude Ronis

## Recepção
No site agregador de críticas Rotten Tomatoes, 77% das 26 resenhas dos críticos são positivas. O consenso diz que o filme "explora as estações da jornada de um adolescente através do luto e da autodescoberta com honestidade e vestígios de esperança." O Metacritic, que usa uma média ponderada, atribuiu ao filme uma pontuação de 64 em 100, baseado em 5 críticos, indicando críticas "geralmente favoráveis".
Em sua crítica no Screen Daily, Jonathan Romney disse que "a história pessoal de amadurecimento de Christophe Honoré é uma vitrine para uma tremenda estreia do jovem ator Paul Kircher (...) Uma história comovente, mas contundente, de luto, autodescoberta e angústia adolescente."